# ワン・チュー・スリー作戦
『ワン・チュー・スリー作戦』（ワン・チュー・スリーさくせん）は、1968年10月6日から同年12月29日までフジテレビ系列の毎週日曜18時00分 - 18時30分（JST）に放送された人形劇番組である。全13回。

## 概要
世界を股にかける行動派の二枚目のカリント・カリント、歌舞伎座の楽屋に住む芝居通で自称インテリのチューベエ、ラーメン屋の岡持の天井に住む威勢のいい食いしん坊のエンヤトットといった、個性派の3匹のネズミが、苦境に落ちた人間を助ける、大冒険人形劇。
TBS系列で放送された『トッポ・ジージョ』の人気に便乗して制作された人形劇で、スタッフには、NHK総合で放送中の人形劇『ひょっこりひょうたん島』の作者である井上ひさしと山元護久が参入、またキャラクターデザインには、『トッポ・ジージョ』のコミカライズ版を担当した石森（石ノ森）章太郎が担当している。

## 声の出演
- カリント・カリント：西村晃
- チューベエ：和久井節緒
- エンヤトット：羽佐間道夫
- ナレーター：近石真介

## サブタイトル
サブタイトルは、「 - 異常な - 」で統一されている。
| 回 | 放送日   | サブタイトル                 |
| -- | -------- | ---------------------------- |
| 1  | 10月6日  | 天才ゴリラの異常な脱走       |
| 2  | 10月13日 | 侍猫の異常な仇討             |
| 3  | 10月20日 | 松島沖で起った異常な出来事   |
| 4  | 10月27日 | ド・バカメ博士の異常な発明   |
| 5  | 11月3日  | 三人の漁師の異常な漂流       |
| 6  | 11月10日 | 時価数億の異常な猫目石       |
| 7  | 11月17日 | 小さなスナックの異常な豚饅頭 |
| 8  | 11月24日 | 不幸男の異常な幸福           |
| 9  | 12月1日  | 案山子男の異常な企み         |
| 10 | 12月8日  | 修道院にあらわれた異常な天使 |
| 11 | 12月15日 | 松六玉の異常な替え玉         |
| 12 | 12月22日 | 利用価値満天の異常な虫歯     |
| 13 | 12月29日 | 棍棒畑の異常な日の出         |

## 主題歌
主題歌「ワン・チュー・スリー作戦」
- 作詞・作曲：渡辺岳夫 / 歌：アンサンブル・ボッカ、石川進

副主題歌「チュー・チュー・チュー三勇士」
- 作詞：井上ひさし、山元護久 / 作曲：渡辺岳夫 / 歌：サニー・トーンズ、石川進

## スタッフ
- 脚本：井上ひさし、山元護久
- 演出：若山勉
- 音楽：渡辺岳夫、小谷充
- 人形キャラデザイン：石森章太郎